# Marion S. Kellogg
Marion S. Kellogg (* 15. Juni 1920 in Rochester, Monroe County, New York; † 14. August 2004 in New York City) war eine US-amerikanische Managerin und Unternehmensberaterin. Kellogg war eine der ersten weiblichen Spitzenmanager in einem amerikanischen Konzern und die erste Vizepräsidentin von General Electric.
Marion S. Kellogg studierte Physik und war die erste weibliche Lehrkraft am physikalischen Institut der Brown University, bevor sie zu GE ging. 1974 wurde sie zur Vizepräsidentin der Corporate Consulting Services befördert. Bis 1983 beriet sie die verschiedenen Abteilungen und Filialen der General Electric. Daneben war sie weltweit als selbständige Unternehmensberaterin tätig, schrieb mehrere Fachbücher und war im Verwaltungsrat von Emhart, CIGNA und Citytrust.
Marion S. Kellogg wurde für ihre Verdienste mit vier Ehrendoktoraten an amerikanischen Universitäten geehrt. Des Weiteren erhielt sie den Mary Parker Follett Award (nach Mary Parker Follett) für ihre Beiträge zur Personalentwicklung.

## Werke
- Career management. AMA, New York 1972, ISBN 0-8144-5226-4.
- Closing the performance gap. Results-centered employee development. AMA, New York 1967.
- Führungsgespräche mit Mitarbeitern. 10 typische Vertreter („When man & manager talk. A casebook“). Verlag Moderne Industrie, München 1974.
- Putting management theories to work. Prentice-Hall, Englewood Cliffs, NJ. 1979, ISBN 0-13-744490-7.
- Talking with employees. A guide for managers. Gulf Publ., Houston, Tx. 1979, ISBN 0-87201-825-3.
- What to Do About Performance Appraisal. AMA, New York 1969.